# Бюлоз, Франсуа
Франсуа́ Бюло́з (фр. François Buloz; 20 сентября 1803, Вюльбан, Швейцария — 12 января 1877, Париж) — французский писатель и журналист; основатель журнала «Revue des Deux Mondes».

## Биография
Начинал как корректор и переводчик с английского. В 1831 году основал «Revue des deux Mondes», которым руководил более 40 лет; неутомимой энергией поднял его до положения одного из самых крупных европейских изданий.
Похоронен на парижском кладбище Пер-Лашез (участок 52).